# Atletiek op de Olympische Zomerspelen 1896 – 400 meter mannen
De 400 meter voor mannen wedstrijd was de op een na kortste baan afstand op het programma van het Atletiek op de Olympische Zomerspelen 1896. De voorrondes werden gehouden op de eerste dag van de Spelen, 6 april. De atleten werden verdeeld over twee groepen. De twee beste atleten van elke groep gingen door naar de finale, die de dag erna, op 7 april, werd gehouden. 7 atleten uit 4 verschillende landen deden mee. 5 atleten van deze afstand deden ook mee met de 100 meter voor mannen.

## Resultaten

### Heats
De eerste ronde heats werd gehouden op 6 april. De twee beste atleten van elke groep gingen door naar de finale.

#### Heat 1
Jamison won met een verschil van 13½ yards. Hofmann en Grisel moesten beiden 401.83 meter rennen na een straf voor een valse start.
| Plaats | Land | Atleet          | Tijd     |
| ------ | ---- | --------------- | -------- |
| 1      | USA  | Herbert Jamison | 56,8 s   |
| 2      | GER  | Fritz Hofmann   | 58,6 s   |
| 3-4    | GER  | Kurt Dörry      | onbekend |
| 3-4    | FRA  | Alphonse Grisel | onbekend |

#### Heat 2
Burke won met een verschil van 15 yards, ondanks zijn vermoeidheid na het rennen van de heats voor de 100 meter. Gmelin versloeg Reichel met 12 yards voor de tweede plaats.
| Plaats | Land | Atleet         | Tijd     |
| ------ | ---- | -------------- | -------- |
| 1      | USA  | Thomas Burke   | 58,4 s   |
| 2      | GBR  | Charles Gmelin | 1'00,5 s |
| 3      | FRA  | Frantz Reichel | 1'02,3 s |

### Finale
Burke verloeg Jamison met 8 yards, en Gmelin verloeg Hofmann met een foot verschil voor de derde plaats.
| Plaats | Land | Atleet          | Tijd      |
| ------ | ---- | --------------- | --------- |
| 1      | USA  | Thomas Burke    | 54,2 s OR |
| 2      | USA  | Herbert Jamison | 55,2 s    |
| 3      | GBR  | Charles Gmelin  | 56,7      |
| 4      | GER  | Fritz Hofmann   | 56,7      |